# Central Bank of Jordan
Die Central Bank of Jordan (CBJ; arabisch البنك المركزي الأردني, DMG al-Bank al-Markazī al-Urdunnī) ist die Zentralbank von Jordanien. Ihre Hauptaufgaben ist die Emission der Landeswährung (Jordanischer Dinar) sowie die Aufrechterhaltung und Verwaltung der nationalen Gold- und Devisenreserven. Die Bank gewährleistet auch die Sicherheit des Bankensystems in Jordanien durch Regulierung und Überwachung.

## Geschichte
Jordanien bereitete Ende der 1950er Jahre die Gründung der Central Bank of Jordan (CBJ) vor. Das Gesetz über die CBJ ist 1959 in Kraft gesetzt. Der Betrieb der Bank wurde am 1. Oktober 1964 aufgenommen. Die CBJ trat die Nachfolge der 1950 eingerichteten Jordan Currency Board an. Das Kapital der CBJ befindet sich vollständig im Besitz der Regierung und wurde schrittweise erhöht. Die CBJ genießt den Status einer unabhängigen und autonomen Körperschaft, obwohl ihr Kapital vollständig im Besitz der Regierung ist.

## Funktionen
Das Central Bank of Jordan übt die folgenden Funktionen aus:
- Ausgabe und Regulierung von Banknoten und Münzen.
- Erhaltung und Verwaltung der Gold- und Devisenreserven des Königreichs.
- Funktion als Bankier für die Regierung und öffentliche Institutionen.
- Funktion als Bankier für Banken und spezialisierte Kreditinstitute.
- Aufrechterhaltung der Sicherheit und Solidität des Bankensystems.
- Beratung der Regierung bei der Formulierung und Umsetzung der Finanz- und Wirtschaftspolitik.
- Bewältigung von Währungsproblemen und Prävention lokaler wirtschaftlicher Probleme.
- Regulierung des Kreditflusses.
- Vertretung des Landes in internationalen Institutionen.